# Bourovec osikový
Bourovec osikový (Gastropacha populifolia) je noční motýl z čeledi bourovcovitých. Velmi vzácně se vyskytuje i na území České republiky.

## Rozšíření
Obývá oblast palearktu, od Evropy až po Japonsko.

Vyhledává lokality s porostem topolů a osik, zpravidla vlhčí biotopy při březích vodních toků v nížinách a pahorkatinách, ale také topolové aleje.

Na území České republiky se vyskytuje zřejmě již jen ve zbytkových populacích na jižní Moravě. V Červeném seznamu bezobratlých ČR (2017) je veden jako druh kriticky ohrožený. Riziko pro něj představuje například kácení břehových porostů živných rostlin.

## Popis

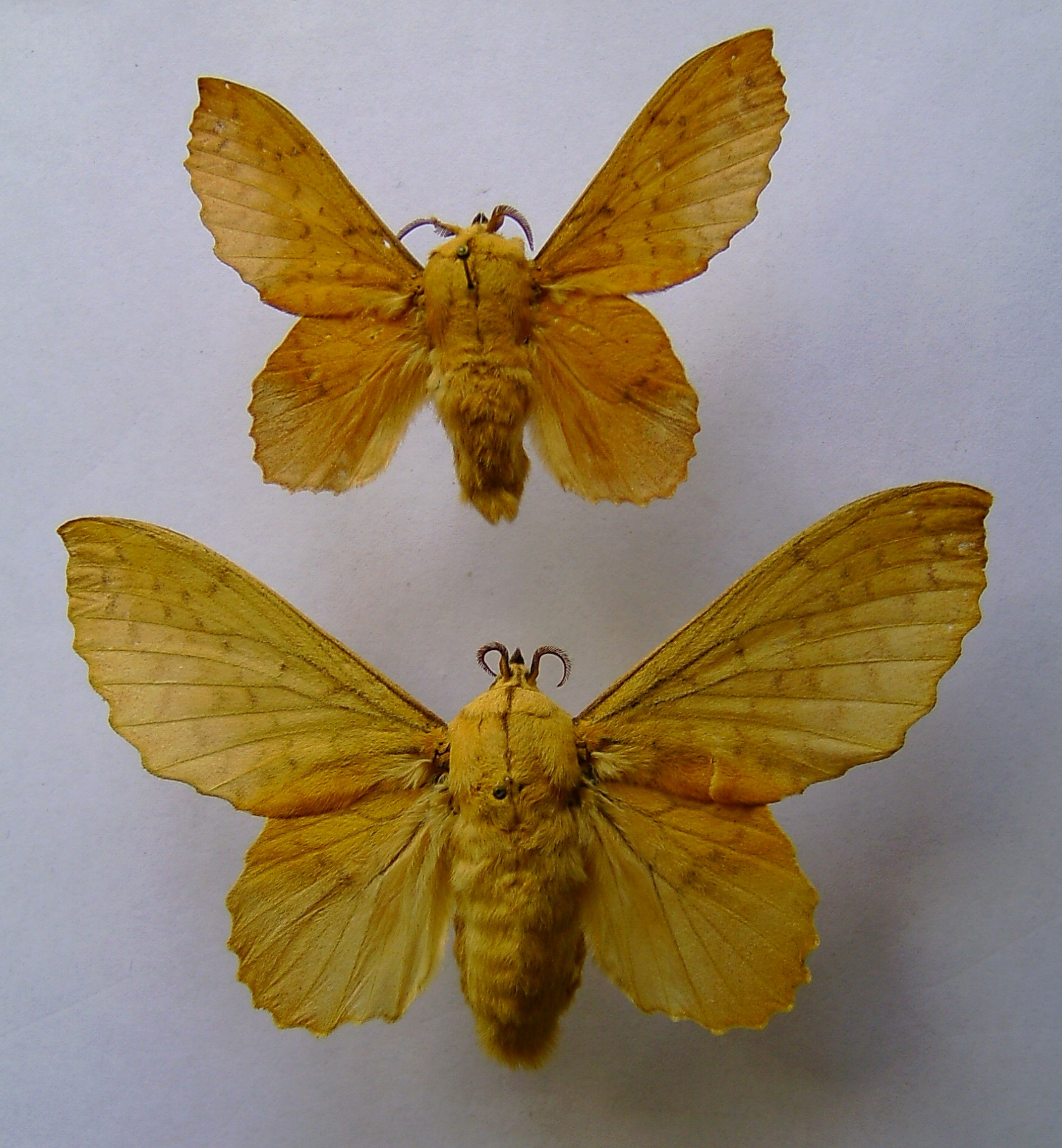
Sbírkové exempláře
(nahoře samec, dole samice)

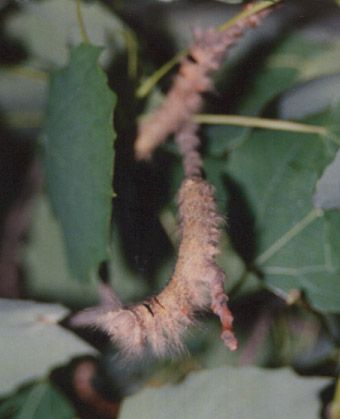
Dvojice housenek na živné rostlině

S rozpětím křídel 58–86 mm patří mezi větší druhy bourovců. Vzhledem připomíná příbuzného bourovce ovocného, od kterého se odlišuje celkově světlejší barvou a vyčnívajícím zoubkem na konci předních křídel, patrném například při bočním pohledu na odpočívajícího motýla. V klidu podsouvá zadní křídla pod přední, čímž vzniká maskovací efekt a motýl připomíná spíše suchý list.
Vajíčka jsou ploše oválná, bílá s šedozeleným mramorováním, prakticky nerozeznatelná od vajíček bourovce ovocného.
Housenky jsou šedé, pokryté dlouhými chlupy, které po stranách těla splývají k panožkám a na větvičce živné rostliny umožňují housence splynout s podkladem. Na hřbetě druhého a třetího článku má housenka dvě široké skvrny. První je černá, druhá může být černá, šedá či oranžová.
Kukla je červenavě hnědá, uložená v bělavém zámotku.

## Bionomie
Během roku vytváří jednu generaci, jejíž motýli létají od června do srpna. V noci přilétají k umělým zdrojům světla. Samičky kladou vajíčka ve skupinkách na živné rostliny.
Housenky se líhnou ještě během léta. Živí se listím topolů, vrb a jasanů. Po přezimování pokračují v žíru, dokud nedorostou. Poté se kuklí na stromě, kde si mezi listy předou bělavý kokon z hedvábí.
Motýli se z kukel líhnou přibližně po 4 týdnech.